# Edmond Baraffe
Edmond Baraffe   (Annœullin, 19 d'octubre de 1942 - Banhèras de Bigòrra, 19 d'abril de 2020) fou un futbolista francès.

## Selecció de França
Va formar part de l'equip francès a la Copa del Món de 1966.